# Rovanjska
Rovanjska je naselje u sastavu općine Jasenice u Zadarskoj županiji.

## Zemljopis
Rovanjska je smještena u uvali na samom kraju Velebitskog kanala, nedaleko od Zadra. 

## Povijest
U Domovinskom ratu bila je pod velikosrpskom okupacijom. Držali su ju pobunjeni hrvatski Srbi. Operacijom Gusar, poznatijom kao Operacija Maslenica, hrvatske su snage po planu trebale odbaciti srpske okupacijske snage radi stabilnijeg povezivanja sjever s jugom Hrvatske pravcem Zadar – Maslenica – Karlobag.
U prvoj većoj osloboditeljskoj akciji HV-a, u siječnju 1993. godine na Maslenici je sudjelovala i gospićka 9. gardijska brigada. Bez ijednog izgubljenog vojnika, deveta je iz Rovanjske silovito potisnula brojčano i tehnički nadmoćnijeg neprijatelja i zauzela visove kod Tulovih greda. Na tim položajima zamjenu je obavila 118. brigada HV koja je uz ljudske žrtve u travnju odbila siloviti napad "Niških specijalaca", zrakoplova i topništva "vojske Krajine".

## Poznate osobe
- Zvonko Bušić, proveo zadnje godine života u Rovanjskoj

## Spomenici kulture
- Crkva sv. Jurja (9. st.)

Pripada sjevernodalmatinskom kupolnom tipu starohrvatske crkvene arhitekture. Najstariji dio crkve presvođen je elipsoidnom kupolom te se datira u 9. st., a u čitavoj Hrvatskoj postoje još samo tri crkvene građevine ovoga tipa, smještene na zadarskim otocima. U razdoblju od 11. do 13. stoljeća crkva je nadograđivana pa je u tom vremenskom periodu nastao i zvonik na preslicu. Pored crkve nalazilo se staro srednjovjekovno groblje sa stećcima, koje je međutim devastirano prilikom izgradnje novoga groblja. Desno od crkve pronađeni su ostaci rimske ville rustice ili omanjeg rimskog naselja.
- 2015. godine otkriven je spomenik Zvonku Bušiću, na samom kraju Velebitskog kanala.[4] Kip je djelo hrvatskog akademskog kipara Maroja Batića, a nalazi se na novoj rivi u Rovanjskoj. Postavljanje spomenika organizirala je općina Jasenice.[5]